# Матузка Максим Олексійович
Макси́м Олексі́йович Мату́зка (22 січня 2000, село Нижня Сагарівка — 8 квітня 2022, Мар'їнка, Донецька область) — старший солдат 4 батальйону ДУК ПС, учасник російсько-української війни, що загинув під час російського вторгнення в Україну 2022 року.

## Життєпис
Навчався в 12-му училищі на кухаря. Солдат, боєць 3-го батальйону ДУК «Правий сектор». Очолював Сумську обласну організацію «Права молодь». Встиг повоювати близько півтора року.

## Загибель
Загинув внаслідок артилерійського обстрілу біля міста Мар'їнка під Донецьком. Похований на Баранівському кладовищі. Нагороджений орденом «Богдана Хмельницького» III ступеня (посмертно).